# KOLG
KOLG（主频率为90.9 FM）是位于关岛的一个传统宗教电台，由Anthony Sablan Apuron开办，发射台位于阿加尼亚，功率5.7千瓦，在1991年9月20日开播。在美国联邦通信委员会登记呼号为KOLG。

## 其他频率
| 呼号   | 频率     | 发射地 |
| K221EF | 92.1MHz  | 加拉班 |
| K225AN | 92.9MHz  | 阿加特 |
| K300AV | 107.9MHz | 圣丽塔 |